# Roeien op de Olympische Zomerspelen 2016 – Skiff mannen
De skiff mannen op de Olympische Zomerspelen 2016 vond plaats van vrijdag 6 tot en met zaterdag 13 augustus 2016. Regerend olympisch kampioen was Mahe Drysdale uit Nieuw-Zeeland, die in Rio de Janeiro zijn titel met succes verdedigde. De skiff is een eenpersoons roeiboot, in het Engels aangeduid met scull, omdat de roeier gebruikmaakt van twee roeiriemen. De competitie bestond uit meerdere ronden, beginnend met de series en herkansingen om het deelnemersveld van de kwartfinales te bepalen. Er werden zes halve finales geroeid, twee A/B-halve finales, twee C/D-halve finales en twee E/F-halve finales. Alleen de roeiers in eerstgenoemde halve finale deden nog mee om de medailles (de drie besten in de A-halve finale en de drie besten in de B-halve finale bereiken de finale); de deelnemers aan de overige halve finales vielen al eerder af. Zij raceten nog om zo de totale ranglijst te kunnen vaststellen. Concluderend moest een roeier in zijn serie bij de eerste vier eindigen, in zijn kwartfinale bij de eerste drie en in zijn halve finale ook bij de eerste drie om de A-finale te bereiken.
De series vonden plaats op zaterdag 6 augustus 2016, een dag later gevolgd door de herkansingen. De laagste halve finales (E/F) werden geroeid op maandag 8 augustus, gevolgd door alle kwartfinales op 9 augustus. Op 10 en 11 augustus vonden de halve finales plaats, gevolgd door de laagste finales. De finale waarin de medailles werden verdeeld was op 13 augustus 2016.

## Resultaten

### Series
De beste drie roeiers van elke serie plaatsen zich voor de kwartfinale. De drie overige roeiers proberen in de herkansingen zich alsnog te kwalificeren.

#### Serie 1
| rang | naam                 | land     | tijd    |   |
| ---- | -------------------- | -------- | ------- | - |
| 1    | Ángel Fournier       | Cuba     | 7:06.98 | Q |
| 2    | Juan Carlos Cabrera  | Mexico   | 7:08.27 | Q |
| 3    | Dattu Baban Bhokanal | India    | 7:21.67 | Q |
| 4    | Jaruwat Saensuk      | Thailand | 7:25.06 | H |
| 5    | Armandas Kelmelis    | Litouwen | 7:34.59 | H |
| 6    | Luigi Teilemb        | Vanuatu  | 8:00.42 | H |

#### Serie 2
| rang | naam                | land          | tijd    |   |
| ---- | ------------------- | ------------- | ------- | - |
| 1    | Mahe Drysdale       | Nieuw-Zeeland | 7:04.45 | Q |
| 2    | Bendeguz Petervari  | Hongarije     | 7:12.86 | Q |
| 3    | Jhonatan Esquivel   | Uruguay       | 7:16.08 | Q |
| 4    | Renzo Leon Garcia   | Peru          | 7:21.04 | H |
| 5    | Mohammed Al-Khafaji | Irak          | 7:25.04 | H |
| 6    | Jakson Monasterio   | Venezuela     | 7:28.36 | H |

#### Serie 3
| rang | naam                 | land        | tijd    |   |
| ---- | -------------------- | ----------- | ------- | - |
| 1    | Hannes Obreno        | België      | 7:09.06 | Q |
| 2    | Natan Wegrzycki      | Polen       | 7:12.43 | Q |
| 3    | Brian Rosso          | Argentinië  | 7:22.69 | Q |
| 4    | Shakhboz Kholmurzaev | Oezbekistan | 7:25.03 | H |
| 5    | Alhussein Ghambour   | Libië       | 7:43.85 | H |

#### Serie 4
| rang | naam                       | land             | tijd    |   |
| ---- | -------------------------- | ---------------- | ------- | - |
| 1    | Alan Campbell              | Groot-Brittannië | 7:08.31 | Q |
| 2    | Stanislav Sjtsjarbatsjenja | Wit-Rusland      | 7:11.49 | Q |
| 3    | La Memo                    | Indonesië        | 7:14.17 | Q |
| 4    | Kim Dong-yong              | Zuid-Korea       | 7:20.85 | H |
| 5    | Andrew Peebles             | Zimbabwe         | 7:25.39 | H |

#### Serie 5
| rang | naam                   | land      | tijd    |   |
| ---- | ---------------------- | --------- | ------- | - |
| 1    | Ondřej Synek           | Tsjechië  | 7:21.90 | Q |
| 2    | Rhys Grant             | Australië | 7:28.83 | Q |
| 3    | Arturo Rivarola Trappe | Paraguay  | 7:29.23 | Q |
| 4    | Sid Boudina            | Algerije  | 7:45.90 | H |
| 5    | Bryan Sola Zambrano    | Ecuador   | 7:48.77 | H |

#### Serie 6
| rang | naam                | land       | tijd    |   |
| ---- | ------------------- | ---------- | ------- | - |
| 1    | Nils Jakob Hoff     | Noorwegen  | 7:17.47 | Q |
| 2    | Damir Martin        | Kroatië    | 7:23.08 | Q |
| 3    | Abdel Khalek Elbana | Egypte     | 7:34.05 | Q |
| 4    | Mohamed Taieb       | Tunesië    | 7:37.95 | H |
| 6    | Vladislav Jakovlev  | Kazachstan | 7:38.65 | H |

### Herkansingen
De beste twee roeiers van elke herkansingsrace plaatsen zich voor de kwartfinales.

#### Herkansing 1
| rang | naam               | land       | tijd     |       |
| ---- | ------------------ | ---------- | -------- | ----- |
| 1    | Sid Boudina        | Algerije   | 7:20.84  | Q     |
| 2    | Renzo Leon Garcia  | Peru       | 7:25.55  | Q     |
| 3    | Luigi Teilemb      | Vanuatu    | 7:34.12  | E/F   |
| 4    | Alhussein Ghambour | Libië      | 7:45.09  | E/F   |
| 5    | Vladislav Jakovlev | Kazachstan | 12:04.17 | B E/F |

#### Herkansing 2
| rang | naam                | land       | tijd    |     |
| ---- | ------------------- | ---------- | ------- | --- |
| 1    | Kim Dong-yong       | Zuid-Korea | 7:12.96 | Q   |
| 2    | Mohammed Al-Khafaji | Irak       | 7:14.38 | Q   |
| 3    | Bryan Sola Zambrano | Ecuador    | 7:16.39 | E/F |
| 4    | Jaruwat Saensuk     | Thailand   | 7:28.30 | E/F |

#### Herkansing 3
| rang | naam                  | land        | tijd    |     |
| ---- | --------------------- | ----------- | ------- | --- |
| 1    | Armandas Kelmelis     | Litouwen    | 7:13.36 | Q   |
| 2    | Shakhboz Kholmurzajev | Oezbekistan | 7:14.58 | Q   |
| 3    | Andrew Peebles        | Zimbabwe    | 7:17.19 | E/F |
| 4    | Mohamed Taieb         | Tunesië     | 7:27.18 | E/F |
| 5    | Jakson Monasterio     | Venezuela   | 7:28.67 | E/F |

### Kwartfinales
De beste drie roeiers van elke kwartfinale plaatsten zich voor de halve finales A en B. De zes verliezers gingen door naar de C/D-halve finales.

#### Kwartfinale 1
| rang | naam                  | land        | tijd    |     |
| ---- | --------------------- | ----------- | ------- | --- |
| 1    | Ángel Fournier        | Cuba        | 6:51.89 | Q   |
| 2    | Rhys Grant            | Australië   | 6:55.14 | Q   |
| 3    | Nils Jakob Hoff       | Noorwegen   | 6:57.94 | Q   |
| 4    | La Memo               | Indonesië   | 6:59.76 | C/D |
| 5    | Kim Dong-yong         | Zuid-Korea  | 7:05.69 | C/D |
| 6    | Shakhboz Kholmurzajev | Oezbekistan | 7:09:99 | C/D |

#### Kwartfinale 2
| rang | naam                       | land          | tijd    |     |
| ---- | -------------------------- | ------------- | ------- | --- |
| 1    | Mahe Drysdale              | Nieuw-Zeeland | 6:46.51 | Q   |
| 2    | Ondřej Synek               | Tsjechië      | 6:50.51 | Q   |
| 3    | Stanislav Sjtsjarbatsjenja | Wit-Rusland   | 6:55.19 | Q   |
| 4    | Brian Rosso                | Argentinië    | 7:03.23 | C/D |
| 5    | Armandas Kelmelis          | Litouwen      | 7:04.67 | C/D |
| 6    | Renzo Leon Garcia          | Peru          | 7:30.91 | C/D |

#### Kwartfinale 3
| rang | naam                   | land      | tijd    |     |
| ---- | ---------------------- | --------- | ------- | --- |
| 1    | Hannes Obreno          | België    | 6:48.90 | Q   |
| 2    | Juan Carlos Cabrera    | Mexico    | 6:50.04 | Q   |
| 3    | Abdel Khalek Elbana    | Egypte    | 6:50.82 | Q   |
| 4    | Bendeguz Petervari     | Hongarije | 6:52.80 | C/D |
| 5    | Sid Boudina            | Algerije  | 7:13.59 | C/D |
| 6    | Arturo Rivarola Trappe | Paraguay  | 7:17.12 | C/D |

#### Kwartfinale 4
| rang | naam                 | land             | tijd    |     |
| ---- | -------------------- | ---------------- | ------- | --- |
| 1    | Damir Martin         | Kroatië          | 6:44.44 | Q   |
| 2    | Alan Campbell        | Groot-Brittannië | 6:49.41 | Q   |
| 3    | Natan Wegrzycki      | Polen            | 6:53.52 | Q   |
| 4    | Dattu Baban Bhokanal | India            | 6:59.58 | C/D |
| 5    | Jhonatan Esquivel    | Uruguay          | 7:40.27 | C/D |
| 6    | Mohammed Al-Khafaji  | Irak             | 8:29.76 | C/D |

### Halve finales
De beste drie roeiers van elke halve finale plaatsen zich voor de finale E. De verliezers gaan door naar de finale F.

#### Halve finale E/F
| rang | naam               | land       | tijd     |     |
| ---- | ------------------ | ---------- | -------- | --- |
| 1    | Jaruwat Saensuk    | Thailand   | 7:54.38  | Q   |
| 2    | Mohamed Taieb      | Tunesië    | 8:02.05  | Q   |
| 3    | Luigi Teilemb      | Vanuatu    | 8:19.15  | Q   |
| 4    | Vladislav Jakovlev | Kazachstan | 11.45.22 | B F |

| rang | naam                | land      | tijd    |   |
| ---- | ------------------- | --------- | ------- | - |
| 1    | Andrew Peebles      | Zimbabwe  | 7:45.20 | Q |
| 2    | Jakson Monasterio   | Venezuela | 7:50.56 | Q |
| 3    | Bryan Sola Zambrano | Ecuador   | 7:52.86 | Q |
| 4    | Alhussein Ghambour  | Libië     | 8:13.17 | F |

#### Halve finale C/D
| rang | naam                   | land        | tijd    |   |
| ---- | ---------------------- | ----------- | ------- | - |
| 1    | Jhonatan Esquivel      | Uruguay     | 7:22.98 | C |
| 2    | Brian Rosso            | Argentinië  | 7:24.65 | C |
| 3    | La Memo                | Indonesië   | 7:25.60 | C |
| 4    | Shakhboz Kholmurzaev   | Oezbekistan | 7:26.04 | D |
| 5    | Sid Boudina            | Algerije    | 7:37.19 | D |
| 6    | Arturo Rivarola Trappe | Paraguay    | 7:41.43 | D |

| rang | naam                 | land       | tijd    |   |
| ---- | -------------------- | ---------- | ------- | - |
| 1    | Bendeguz Petervari   | Hongarije  | 7:18.88 | C |
| 2    | Dattu Baban Bhokanal | India      | 7:19.02 | C |
| 3    | Kim Dong-yong        | Zuid-Korea | 7:20.10 | C |
| 4    | Armandas Kelmelis    | Litouwen   | 7:20.72 | D |
| 5    | Renzo Leon Garcia    | Peru       | 7:37.34 | D |
| 6    | Mohammed Al-Khafaji  | Irak       | 7:48.31 | D |

#### Halve finale A/B
| rang | naam                | land      | tijd    |   |
| ---- | ------------------- | --------- | ------- | - |
| 1    | Ondřej Synek        | Tsjechië  | 6:58.56 | Q |
| 2    | Damir Martin        | Kroatië   | 6:59.43 | Q |
| 3    | Ángel Fournier      | Cuba      | 7:02.65 | Q |
| 4    | Juan Carlos Cabrera | Mexico    | 7:03.68 | B |
| 5    | Abdel Khalek Elbana | Egypte    | 7:13.55 | B |
| 6    | Nils Jakob Hoff     | Noorwegen | 7:39.12 | B |

| rang | naam                       | land             | tijd    |   |
| ---- | -------------------------- | ---------------- | ------- | - |
| 1    | Mahe Drysdale              | Nieuw-Zeeland    | 7:03.70 | Q |
| 2    | Stanislav Sjtsjarbatsjenja | Wit-Rusland      | 7:06.69 | Q |
| 3    | Hannes Obreno              | België           | 7:06.76 | Q |
| 4    | Alan Campbell              | Groot-Brittannië | 7:09.54 | B |
| 5    | Rhys Grant                 | Australië        | 7:14.68 | B |
| 6    | Natan Wegrzycki            | Polen            | 7:15.61 | B |

### Finales
In zes finales werd de totale eindranglijst opgesteld.

#### Finale F
| rang | naam               | land       | tijd    |  |
| ---- | ------------------ | ---------- | ------- |  |
| 31   | Vladislav Jakovlev | Kazachstan | 7:21.61 |  |
| 32   | Alhussein Ghambour | Libië      | 7:41.77 |  |

#### Finale E
| rang | naam                | land      | tijd    |  |
| ---- | ------------------- | --------- | ------- |  |
| 25   | Andrew Peebles      | Zimbabwe  | 7:43.98 |  |
| 26   | Jaruwat Saensuk     | Thailand  | 7:49.86 |  |
| 27   | Mohamed Taieb       | Tunesië   | 7:53.36 |  |
| 28   | Bryan Sola Zambrano | Ecuador   | 7:53.54 |  |
| 29   | Jakson Monasterio   | Venezuela | 7:57.83 |  |
| 30   | Luigi Teilemb       | Vanuatu   | 8:24.67 |  |

#### Finale D
| rang | naam                   | land        | tijd    |  |
| ---- | ---------------------- | ----------- | ------- |  |
| 19   | Armandas Kelmelis      | Litouwen    | 7:00.72 |  |
| 20   | Renzo Leon Garcia      | Peru        | 7:02.28 |  |
| 21   | Mohammed Al-Khafaji    | Irak        | 7:03.73 |  |
| 22   | Shakhboz Kholmurzaev   | Oezbekistan | 7:04.78 |  |
| 23   | Sid Boudina            | Algerije    | 7:06.64 |  |
| 24   | Arturo Rivarola Trappe | Paraguay    | 7:18.34 |  |

#### Finale C
| rang | naam                 | land       | tijd    |  |
| ---- | -------------------- | ---------- | ------- |  |
| 13   | Dattu Baban Bhokanal | India      | 6:54.96 |  |
| 14   | Bendeguz Petervari   | Hongarije  | 6:57.75 |  |
| 15   | Brian Rosso          | Argentinië | 6:58.58 |  |
| 16   | La Memo              | Indonesië  | 6:59.44 |  |
| 17   | Kim Dong-yong        | Zuid-Korea | 6:59.72 |  |
| 18   | Jhonatan Esquivel    | Uruguay    | 7:13.65 |  |

#### Finale B
| rang | naam                | land             | tijd    |     |
| ---- | ------------------- | ---------------- | ------- | --- |
| 7    | Natan Wegrzycki     | Polen            | 6:47.95 |     |
| 8    | Juan Carlos Cabrera | Mexico           | 6:50.02 |     |
| 9    | Rhys Grant          | Australië        | 6:51.90 |     |
| 10   | Abdel Khalek Elbana | Egypte           | 6:54.94 |     |
| 11   | Nils Jakob Hoff     | Noorwegen        | 7:02.66 |     |
| 12   | Alan Campbell       | Groot-Brittannië | DNS     | DNS |

#### Finale A
| rang   | naam                       | land          | tijd    |  |
| ------ | -------------------------- | ------------- | ------- |  |
| Goud   | Mahe Drysdale              | Nieuw-Zeeland | 6:41.34 |  |
| Zilver | Damir Martin               | Kroatië       | 6:41.34 |  |
| Brons  | Ondřej Synek               | Tsjechië      | 6:44.10 |  |
| 4      | Hannes Obreno              | België        | 6:47.42 |  |
| 5      | Stanislav Sjtsjarbatsjenja | Wit-Rusland   | 6:48.78 |  |
| 6      | Ángel Fournier             | Cuba          | 6:55.90 |  |